# Джим Гривнак
Джим Гривнак (англ. Jim Hrivnak, нар. 28 травня 1968, Монреаль) — канадський хокеїст, що грав на позиції воротаря.

## Ігрова кар'єра
Професійну хокейну кар'єру розпочав 1989 року.
1986 року був обраний на драфті НХЛ під 61-м загальним номером командою «Вашингтон Кепіталс». 
Протягом професійної клубної ігрової кар'єри, що тривала 13 років (а згодом ще два роки), захищав кольори команд «Вашингтон Кепіталс», «Вінніпег Джетс», «Сент-Луїс Блюз», «Кельнер Гайє» та «Ессят».
Загалом провів 85 матчів у НХЛ.